# 민족문제연구소의 친일인명사전 수록자 명단 - 중추원
민족문제연구소의 친일인명사전 수록자 명단 - 중추원은 2009년 11월 8일에 민족문제연구소가 발간한 친일인명사전 수록자 명단 중 조선총독부 중추원 분야에 분류된 이들의 명단이다.

## 중추원 분야 목록 (337명)

### 가
| - 강경희 (姜敬熙) - 강동희 (姜東曦) - 강번 (姜藩) - 경제 - 강병옥 (康秉鈺) - 강이황 (姜利璜) - 강필성 (姜弼成) - 관료 - 고영희 (高永喜) - 매국, 수작/습작 - 고원식 (高源植) - 관료 - 고원훈 (高元勳) - 관료, 경찰 - 고일청 (高一淸) - 고희경 (高羲敬) - 수작/습작 - 구연수 (具然壽) - 경찰, 친일단체 - 구희서 (具羲書) - 권봉수 (權鳳洙) - 권중식 (權重植) - 관료 - 권중현 (權重顯) - 매국, 수작/습작 - 권태환 (權泰煥) - 수작/습작 - 김갑순 (金甲淳) - 지역유력자 - 김경수 (金景壽) - 김경진 (金慶鎭) - 김관현 (金寬鉉) - 관료 - 김교성 (金敎聲) - 김기수 (金基秀) - 친일단체 - 김기태 (金琪邰) - 김기홍 (金基鴻) - 지역유력자 - 김낙헌 (金洛憲) - 사법 - 김돈희 (金暾熙) - 관료 - 김동준 (金東準) - 관료 - 김동훈 (金東勳) - 관료 - 김두찬 (金斗贊) - 김명규 (金命圭) - 김명수 (金明秀) - 김명준 (金明濬) - 제국의회, 친일단체 - 김병규 (金炳奎) - 김병욱 (金秉旭) - 관료 - 김병원 (金炳鵷) - 김사연 (金思演) - 친일단체 - 김상설 (金相卨) | - 김상섭 (金商燮) - 김상형 (金相亨) - 김상회 (金尙會) - 언론/출판 - 김서규 (金瑞圭) - 관료 - 김성규 (金成圭) - 김신석 (金信錫) - 친일단체, 경제 - 김연상 (金然尙) - 관료 - 김연수 (金秊洙) - 경제, 해외 - 김영무 (金英武) - 김영배 (金永培) - 관료, 경찰 - 김영진 (金英鎭) - 관료 - 김영택 (金泳澤) - 김영한 (金榮漢) - 김우영 (金雨英) - 관료, 해외 - 김원근 (金元根) - 김윤복 (金允福) - 경찰 - 김윤정 (金潤晶) - 관료 - 김재환 (金在煥) - 관료, 친일단체 - 김정석 (金定錫) - 김정태 (金禎泰) - 관료 - 김정호 (金正浩) - 경제 - 김제하 (金濟河) - 김종흡 (金鍾翕) - 김준용 (金準用) - 김진수 (金晋洙) - 김창수 (金昌洙) - 관료 - 김창한 (金彰漢) - 관료 - 김춘희 (金春熙) - 수작/습작 - 김태석 (金泰錫) - 경찰 - 김태집 (金泰潗) - 김필희 (金弼熙) - 김하섭 (金夏涉) - 김한규 (金漢奎) - 경제 - 김한목 (金漢睦) - 관료 - 김한승 (金漢昇) - 김현수 (金顯洙) - 김화준 (金化俊) - 관료 - 김희작 (金熙綽) |

### 나
| - 나수연 (羅壽淵) - 남궁영 (南宮營) - 관료 - 남규희 (南奎熙) - 남백우 (南百祐) | - 노영환 (盧泳奐) - 노준영 (盧俊泳) - 노창안 (盧蒼顔) |

### 마
| - 문명기 (文明琦) - 친일단체, 경제 - 문종구 (文鍾龜) - 민건식 (閔健植) - 수작/습작 - 민규식 (閔奎植) - 경제 - 민병덕 (閔丙德) - 민병석 (閔丙奭) - 매국, 수작/습작 - 민상호 (閔商鎬) - 수작/습작 | - 민영기 (閔泳綺) - 수작/습작 - 민영은 (閔泳殷) - 친일단체 - 민영찬 (閔泳瓚) - 민원식 (閔元植) - 관료, 친일단체, 언론/출판 - 민재기 (閔載祺) - 친일단체 - 민형식 (閔衡植) - 수작/습작 |

### 바
| - 박경석 (朴經錫) - 박경양 (朴慶陽) - 박기동 (朴起東) - 박기석 (朴箕錫) - 관료 - 박기순 (朴基順) - 박기양 (朴箕陽) - 수작/습작, 종교 - 박두영 (朴斗榮) - 군, 해외 - 박보양 (朴普陽) - 박봉주 (朴鳳柱) - 박봉진 (朴鳳鎭) - 박상준 (朴相駿) - 제국의회, 관료, 종교 - 박승봉 (朴勝鳳) - 관료 - 박영철 (朴榮喆) - 관료, 군, 친일단체 - 박영효 (朴泳孝) - 수작/습작, 제국의회 - 박용구 (朴容九) - 관료 - 박의병 (朴義秉) | - 박이양 (朴彛陽) - 박제빈 (朴齊斌) - 수작/습작, 종교 - 박제환 (朴齊瓛) - 박종렬 (朴宗烈) - 박중양 (朴重陽) - 제국의회, 관료 - 박지근 (朴智根) - 박철희 (朴喆熙) - 관료 - 박필병 (朴弼秉) - 박해령 (朴海齡) - 관료 - 박흥규 (朴興奎) - 박희양 (朴熙陽) - 박희옥 (朴禧沃) - 방의석 (方義錫) - 친일단체, 경제 - 방인혁 (龐寅赫) - 방태영 (方台榮) - 언론/출판 - 백인기 (白寅基) |

### 사
| - 상호 (尙灝) - 관료 - 서병조 (徐丙朝) - 친일단체 - 서병주 (徐炳柱) - 서상훈 (徐相勛) - 서회보 (徐晦輔) - 관료 - 석명선 (石明瑄) - 관료 - 선우순 (鮮于(金+筍)) - 친일단체 - 성원경 (成元慶) - 친일단체 - 성하국 (成夏國) - 손재하 (孫在廈) - 손조봉 (孫祚鳳) - 손창식 (孫昌植) - 해외 - 송문화 (宋文華) - 관료 - 송병준 (宋秉畯) - 매국, 수작/습작 | - 송종헌 (宋鍾憲) - 수작/습작, 제국의회 - 송지헌 (宋之憲) - 송헌빈 (宋憲斌) - 신석린 (申錫麟) - 관료, 친일단체 - 신석우 (申錫雨) - 신우선 (申佑善) - 관료 - 신응희 (申應熙) - 관료 - 신창휴 (申昌休) - 관료 - 신태유 (申泰游) - 신현구 (申鉉九) - 관료 - 신희련 (申熙璉) - 관료 - 심선택 (沈璿澤) - 심환진 (沈晥鎭) - 관료 |

### 아
| - 안병길 (安炳吉) - 안종철 (安鍾哲) - 관료 - 양재창 (梁在昶) - 관료 - 양재홍 (梁在鴻) - 관료 - 어담 (魚潭) - 군 - 어윤적 (魚允迪) - 관료, 교육/학술 - 엄준원 (嚴俊源) - 친일단체 - 엄태영 (嚴台永) - 염중모 (廉仲模) - 친일단체 - 오세호 (吳世皥) - 오재풍 (吳在豊) - 오제영 (吳悌泳) - 오태환 (吳台煥) - 관료 - 원덕상 (元悳常) - 친일단체 - 원병희 (元炳喜) - 사법 - 원응상 (元應常) - 관료 - 위기철 (韋基喆) - 위정학 (魏楨鶴) - 유기호 (柳基浩) - 관료 - 유만겸 (兪萬兼) - 관료, 종교 - 유맹 (劉猛) - 교육/학술 - 유빈겸 (兪斌兼) - 관료 - 유성준 (兪星濬) - 관료 - 유승흠 (柳承欽) - 관료 - 유익환 (柳翼煥) - 유정수 (柳正秀) - 종교 - 유진순 (劉鎭淳) - 관료 - 유태설 (劉泰卨) - 사법 - 유혁로 (柳赫魯) - 관료 - 유흥세 (柳興世) - 윤갑병 (尹甲炳) - 관료, 친일단체 - 윤덕영 (尹德榮) - 매국, 수작/습작, 제국의회 - 윤정현 (尹定鉉) - 윤치소 (尹致昭) - 종교 - 윤치오 (尹致旿) - 윤치호 (尹致昊) - 제국의회, 친일단체, 종교 - 이갑용 (李甲用) - 친일단체 - 이강원 (李康元) - 이건춘 (李建春) - 이겸제 (李謙濟) - 친일단체 - 이경식 (李敬植) - 관료, 종교 - 이계한 (李啓漢) - 관료, 경찰 - 이교식 (李敎植) - 이근상 (李根湘) - 수작/습작 | - 이근수 (李瑾洙) - 관료 - 이근우 (李根宇) - 친일단체 - 이근택 (李根澤) - 매국, 수작/습작 - 이기승 (李基升) - 이기찬 (李基燦) - 사법, 친일단체 - 이도익 (李度翼) - 이동우 (李東雨) - 관료, 친일단체 - 이만규 (李晩奎) - 이명구 (李明求) - 이범익 (李範益) - 관료, 해외 - 이병길 (李丙吉) - 수작/습작 - 이병렬 (李炳冽) - 관료 - 이병학 (李柄學) - 이봉로 (李鳳魯) - 이선호 (李宣鎬) - 관료, 종교 - 이승구 (李承九) - 관료 - 이승우 (李升雨) - 친일단체 - 이영찬 (李泳贊) - 이완용 (李完用) - 매국, 수작/습작 - 이원보 (李源甫) - 관료, 경찰, 친일단체 - 이윤용 (李允用) - 수작/습작 - 이은우 (李恩雨) - 이익화 (李翊華) - 이장우 (李章雨) - 이재곤 (李載崑) - 매국, 수작/습작 - 이재정 (李在正) - 이종덕 (李鍾悳) - 이종섭 (李鍾燮) - 이준상 (李濬相) - 이지용 (李址鎔) - 매국, 수작/습작 - 이진호 (李軫鎬) - 제국의회, 관료 - 이충건 (李忠健) - 이택규 (李宅珪) - 관료 - 이택현 (李澤鉉) - 이하영 (李夏榮) - 수작/습작 - 이항직 (李恒稙) - 이흥재 (李興載) - 관료 - 이희덕 (李熙悳) - 해외 - 이희적 (李熙迪) - 사법 - 인창환 (印昌桓) - 임선준 (任善準) - 매국, 수작/습작 - 임창수 (林昌洙) - 임창하 (林昌夏) |

### 자
| - 장대익 (張大翼) - 장상철 (張相轍) - 장석원 (張錫元) - 관료 - 장석주 (張錫周) - 수작/습작 - 장용관 (張龍官) - 장윤식 (張潤植) - 관료 - 장응상 (張鷹相) - 장인원 (張寅源) - 수작/습작 - 장준영 (張俊英) - 장직상 (張稷相) - 경제 - 장헌근 (張憲根) - 관료, 경찰 - 장헌식 (張憲植) - 관료, 친일단체 - 전덕룡 (田德龍) - 관료 - 전석영 (全錫泳) - 관료 - 전승수 (全承洙) - 정건유 (鄭健裕) - 정관조 (鄭觀朝) - 정교원 (鄭僑源) - 관료, 친일단체 - 정난교 (鄭蘭敎) - 정대현 (鄭大鉉) - 친일단체 - 정동식 (鄭東植) - 정병조 (鄭丙朝) - 친일단체 - 정석모 (鄭碩謨) - 친일단체 - 정석용 (鄭錫溶) | - 정순현 (鄭淳賢) - 종교 - 정연기 (鄭然基) - 관료 - 정인흥 (鄭寅興) - 정재학 (鄭在學) - 경제 - 정진홍 (鄭鎭弘) - 정태균 (鄭泰均) - 정해붕 (鄭海鵬) - 정호봉 (鄭鎬鳳) - 조경하 (趙鏡夏) - 관료 - 조민희 (趙民熙) - 매국, 수작/습작 - 조병건 (趙秉健) - 조병상 (曺秉相) - 친일단체 - 조상옥 (趙尙鈺) - 조성근 (趙性根) - 군 - 조영희 (趙英熙) - 조원성 (趙源誠) - 조재영 (趙在榮) - 조중응 (趙重應) - 매국, 수작/습작 - 조진태 (趙鎭泰) - 경제 - 조희문 (趙羲聞) - 관료 - 주영환 (朱榮煥) - 지희열 (池喜烈) - 진학문 (秦學文) - 해외 - 진희규 (秦喜葵) |

### 차
| - 차남진 (車南鎭) - 경제 - 천장욱 (千章郁) - 관료 - 최남선 (崔南善) - 교육/학술, 해외 - 최린 (崔麟) - 종교 - 최상돈 (崔相敦) - 최석하 (崔錫夏) - 최승렬 (崔昇烈) - 경제 - 최양호 (崔養浩) - 관료, 친일단체 - 최연국 (崔演國) | - 최윤 (崔潤) - 최윤주 (崔允周) - 해외 - 최재엽 (崔在燁) - 최정묵 (崔鼎默) - 사법, 친일단체 - 최준집 (崔準集) - 친일단체 - 최지환 (崔志煥) - 관료, 경찰 - 최창조 (崔昌朝) - 사법 - 최창호 (崔昌鎬) - 친일단체 - 최형직 (崔馨稷) |

### 파
| - 피성호 (皮性鎬) |

### 하
| - 하준석 (河駿錫) - 친일단체 - 한규복 (韓圭復) - 관료, 친일단체 - 한상룡 (韓相龍) - 제국의회 - 한상봉 (韓相鳳) - 한영원 (韓永源) - 한익교 (韓翼敎) - 한정석 (韓定錫) - 경찰 - 한진창 (韓鎭昌) - 한창동 (韓昌東) - 한창수 (韓昌洙) - 수작/습작 - 허명훈 (許命勳) - 허진 (許璡) - 현기봉 (玄基奉) | - 현은 (玄檃) - 현준호 (玄俊鎬) - 친일단체, 경제 - 현헌 (玄櫶) - 교육/학술 - 홍성연 (洪聖淵) - 홍승목 (洪承穆) - 홍우석 (洪祐晳) - 홍운표 (洪運杓) - 관료 - 홍재하 (洪在夏) - 홍종국 (洪鍾國) - 관료 - 홍종억 (洪鍾檍) - 홍종철 (洪鍾轍) - 홍치업 (洪致業) - 황종국 (黃鍾國) - 친일단체 |

## 같이 보기
- 친일파 708인 명단 - 중추원
- 대한민국 정부 발표 친일반민족행위자 명단 - 정치
- 조선총독부 중추원 간부 목록